# فرانك شيريدان
فرانك شيريدان (بالإنجليزية: Frank Sheridan)‏ هو ممثل أمريكي، ولد في 11 يونيو 1869 ببوسطن في الولايات المتحدة، وتوفي في 24 نوفمبر 1943 في الولايات المتحدة بسبب مرض.

## أعمال

### أفلام
- (1931) روح حرة
- (1934) الأرملة المرحة
- (1937) حياة إميل زولا

## وصلات خارجية
- فرانك شيريدان على موقع IMDb (الإنجليزية)
- فرانك شيريدان على موقع ألو سيني (الفرنسية)
- فرانك شيريدان على موقع أول موفي (الإنجليزية)
- فرانك شيريدان على موقع قاعدة بيانات برودواي على الإنترنت (الإنجليزية)
- فرانك شيريدان على موقع قاعدة بيانات الأفلام السويدية (السويدية)
- فرانك شيريدان على موقع قاعدة بيانات الفيلم (الإنجليزية)
- فرانك شيريدان على موقع كينوبويسك (الروسية)